# André de Neuville
Pour les articles homonymes, voir Coquebert et Neuville.
André de Neuville est un résistant français né le 28 janvier 1907 à Arzano et exécuté le 28 juillet 1944 à Rédené.

## Biographie
André Coquebert de Neuville est né à Keryhuel en Arzano. Il est le fils de Roger Anne Jules Coquebert de Neuville, officier d'artillerie, et de Jeanne de Lépinau,.
Entré dans la résistance, André de Neuville  prend le pseudonyme de Le Bihan,. Il organise un poste de commandement secret dans les bois avoisinant son manoir de Rosgrand (Rédené), dont il fait un des centres de la résistance du secteur de Quimperlé avec son groupe d'une vingtaine de résistants, reçoit des agents secrets et orchestre le parachutage d'armes et munitions,,.
André de Neuville est, avec les capitaines Georges Hillion et Jacques Grout de Beaufort, des cadres actifs des FFI du Morbihan en 1943 jusqu'à la Libération.
Rosgrand est encerclé par les troupes allemandes le 26 juillet 1944, qui y trouvèrent du matériel radio. Le beau-père de son frère, le général Louis de Torquat, est arrêté et sera fusillé. Les Allemands occupent le château. Neuville tente d'y récupérer du matériel radio le 28 juillet, mais il est arrêté. Torturé, il est exécuté d'une rafale de mitraillette à proximité de son manoir,,. Son délateur est arrêté et jugé à Rennes.
Il est enterré dans la chapelle du manoir de Rosgrand aux côtés de son ancêtre le sénéchal de Quimperlé.

## Décorations et distinctions
- Chevalier de la Légion d'honneur[1],[2],[5].
- Médaille de la Résistance à titre posthume[1],[2],[5].
- Mort pour la France (21 juin 1945).
- Croix de guerre 1939-1945, avec palme et étoile de vermeil[1].
- Citation à l'ordre du corps de Cavalerie[1].
- Citation à l'ordre du corps d'armée[1],[5].
- Nom inscrit sur le monument aux morts et sur le Livre d’or des victimes de 1939-1945 à Rédené.